# Compersión
Compersión es un estado empático de felicidad y deleite experimentado cuando otro individuo experimenta felicidad y deleite. Puede identificarse algunas veces como el orgullo que sienten padres por los logros de sus hijos o la propia excitación por los logros de amigos. Es usualmente utilizado para describir cuando una persona disfruta de sentimientos positivos cuando su amante disfruta de otra relación. Es el opuesto de los celos.

## Visión poliamorosa sobre compersión y celos
El concepto de comportamiento compersivo está bien expandido entre la comunidad poliamorosa y fue originalmente acuñado por la actualmente desaparecida comunidad Kerista en San Francisco. El adjetivo asociado es "compersivo".
Es común para la gente de la comunidad poliamorosa declarar que los celos vienen en el contexto de relaciones románticas abiertas. Compersión ha sido usualmente referido como "el opuesto de los celos".
En relaciones románticas, pensamientos y sentimientos de seguridad; miedo y/o ansiedad anticipada por la pérdida de la pareja o de la atención, afecto o emocionalidad de ese pareja; compersión y celos conforman reacciones naturales a las complejidades percibidas en las relaciones no-monógamas y son cubiertos extensamente por la literatura poliamorosa.
En su libro Poliamor: El nuevo amor sin límites (Polyamory: The New Love Without Limits), la Dr. Deborah M. Anapol describe cinco tipos de celos - posesivo, exclusión, competitivo, ego y miedo - antes de discutir sobre compersión. Los libros Ética promiscua (The Ethical Slut) y Opening Up también dedican capítulos enteros a la discusión de los celos.
El reportero investigador y educador sexual Eric Francis escribió en su sitio web Planet Waves que un individuo puede buscar su compersión incluso dentro de sus propios celos: "Justo dentro de un episodio de celos hay un núcleo de fiera pasión erótica. Puede sorprenderte lo bien que se siente y si llegas ahí, puedes estar seguro de que estás avanzando directo hacia la compersión."

## Definiciones formales
- PolyOz define compersión como "Los sentimientos positivos recibidos cuando un amante está disfrutando otra relación. Algunas veces llamado el opuesto o la contra cara de los celos." Ellos comentan que la compersión puede coexistir con sentimientos de celos.[5]
- The Polyamory society define compersión ser "El sentimiento de recibir deleite en el deleite que otros que amas comparten entre ellos, especialmente disfrutando el saber que tus amados se expresan su amor unos a otros."[1]
- The InnKeeper define compersión como "Un sentimiento de deleite cuando un amado entrega y recibe placer de otra relación romántica o sexual. ... Compersión no se refiere específicamente a deleite respecto de la actividad sexual de la propia pareja, en cambio se refiere a deleite por la relación con otra pareja romántica y/o sexual. Es análogo al deleite que sienten los padres cuando sus hijos se casan, o a la alegría sentida entre mejores amigos cuando ellos encuentran una pareja."[6]
- De Opening Up, Serena Anderlini-D'Onofrio escribe que compersión es, en parte, "la habilidad de voltear los sentimientos negativos de los celos en aceptación de y deleite vicario por el deleite de un amante." (p. 175)

## Términos relacionados
El adjetivo frubbly y el sustantivo frubbles son usados algunas veces en la comunidad poly en el Reino Unido y los Estados Unidos, para describir los sentimientos de compersión.  Estos términos son más apropiados para conversaciones livianas y animadas y son gramaticalmente más versátiles, por ejemplo: "Me siento todo frubbly" y "Su relación me llena de frubbles".
Schadenfreude es generalmente considerado un antónimo de compersión.[cita requerida]